# Mas d'en Bosc (la Baronia de Rialb)
Mas d'en Bosc o Masia d'en Bosch és una masia de la Torre de Rialb, al municipi de la Baronia de Rialb (Noguera) que forma part de l'Inventari del Patrimoni Arquitectònic de Catalunya.

## Situació

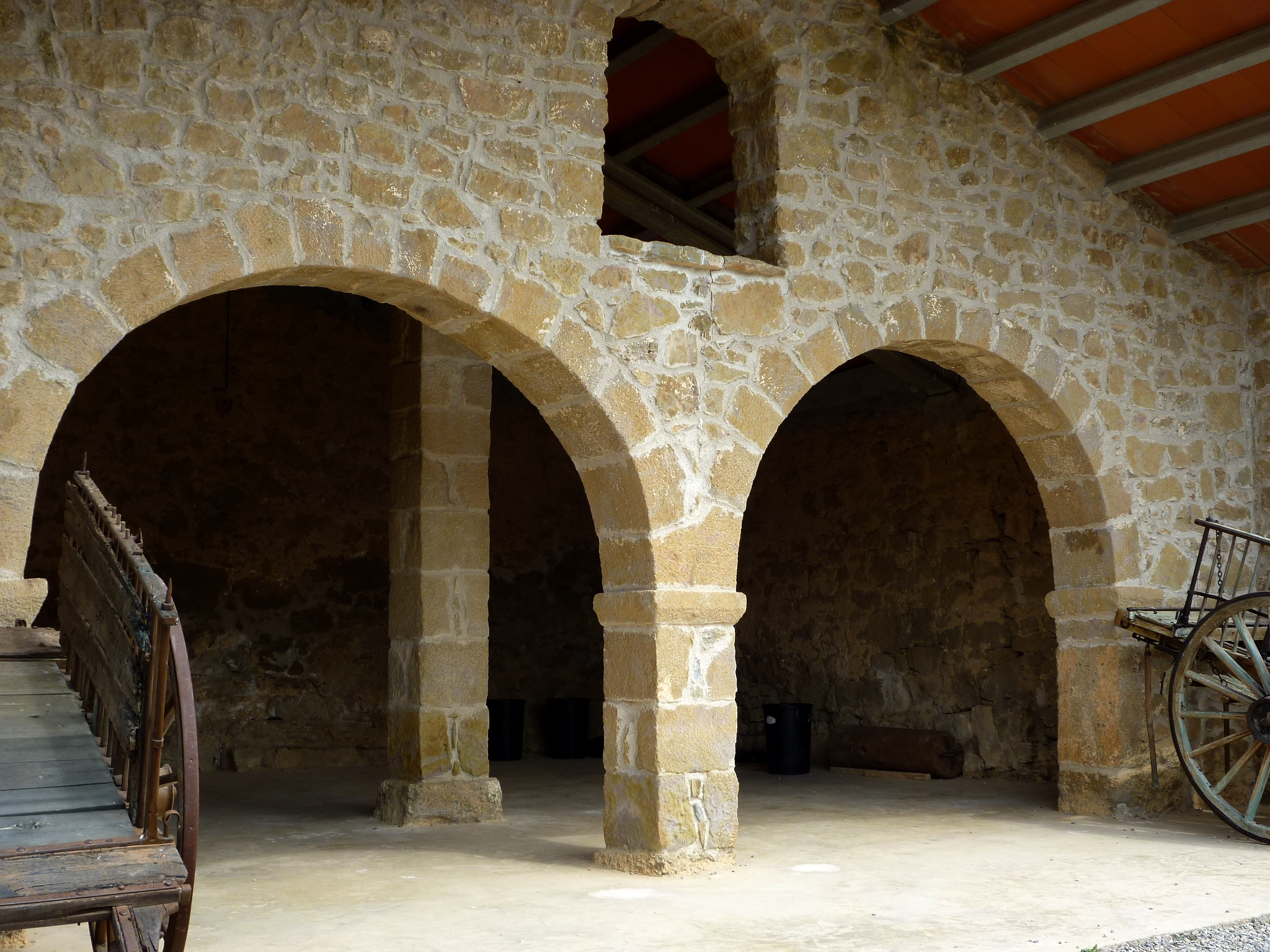
La pallissa

Es troba, aïllada, a la part central-sud del terme municipal, a ponent de la confluència del Rialb amb el Segre, indret convertit avui en una extensa i profunda massa d'aigua a causa de la propera presa del pantà de Rialb. Aprofitant el seu enclavament privilegiat, la masia ha estat restaurada i reconvertida en Allotjament Rural.
S'hi pot anar des de la carretera C-1412b (de Ponts a Tremp) prenent el desviament a la dreta que es troba al punt quilomètric 5,8 (41° 56′ 20″ N, 1° 11′ 02″ E / 41.938971°N,1.183758°E). Està senyalitzat com "Presa de Rialb - perimetral". Al cap de 4,2 km. es troba el trencall (també senyalitzat) que puja al mas.

## Descripció

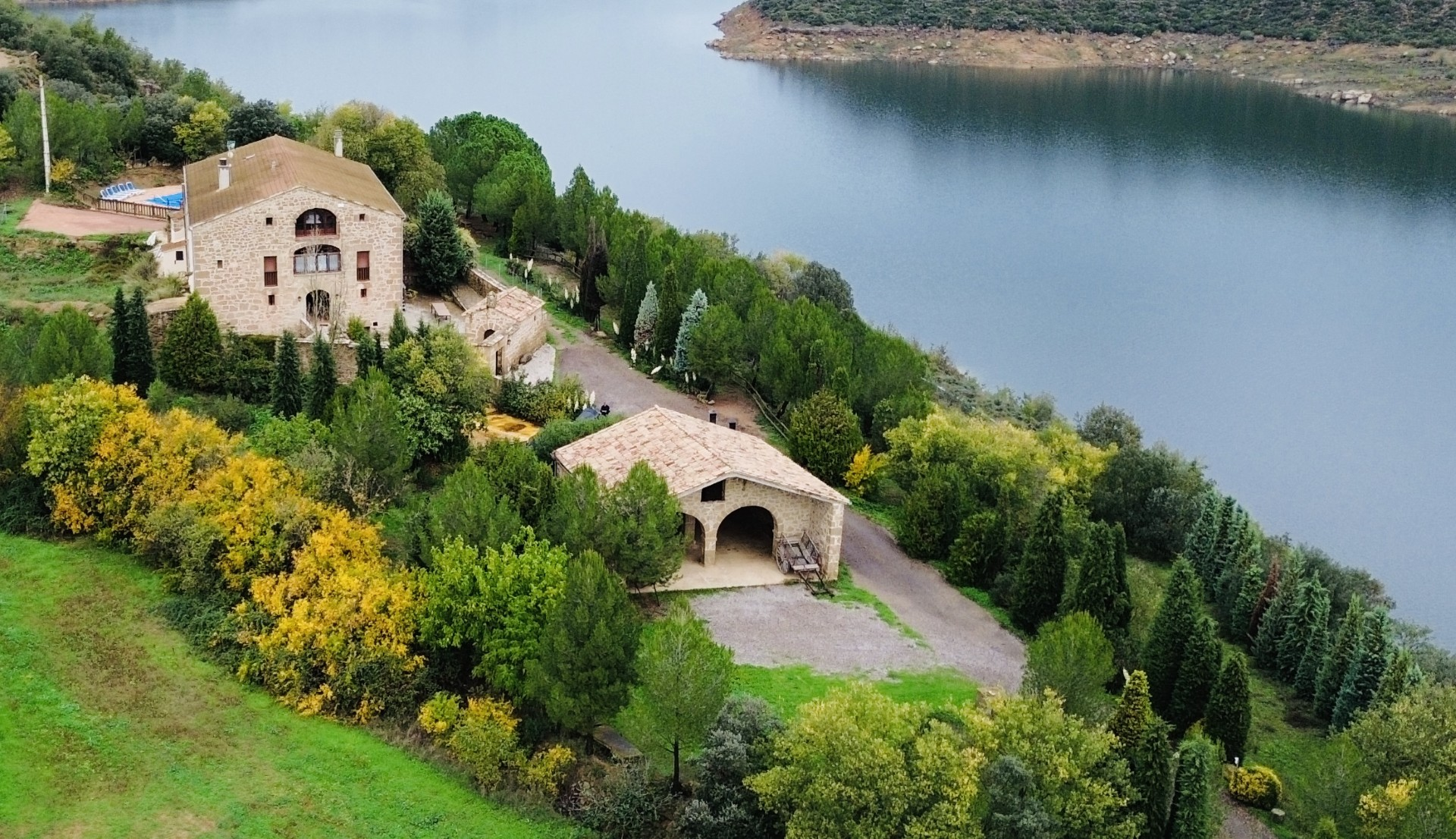
Masia Mas d'en Bosch - Pantà de Rialb

És un mas compost per la capella encerclada per un mur que forma un pati de la casa pairal. Aquest edifici té cellers medievals, quadres i porta d'accés amb pont llevadís, planta noble amb restes del foc de rotlle i solana oberta amb una arcada sobre l'arc tapiat inferior. A la part posterior té tot el sistema de premsa de vi, arc apuntat a sobre del trull i tones de vi. Són interessants uns coberts amb voltes que es troben accedint al mas. La porta interior de la primera casa amb arc de grans dovelles de pedra, que té l'escut i dades esborrades per la sal, del salpàs. 1834, data a la llinda de la capella.